# الكتلة الوطنية اللبنانية
 الكتلة الوطنية اللبنانية، أحد أقدم الأحزاب السياسية النشطة في لبنان.
بدأت الكتلة الوطنية كتيار سياسي عام 1936 ثم ككتلة نيابية (1943) بزعامة إميل إده، وفي 1946 تحولت إلى حزب سياسي. سنة 1949 تسلم ريمون إده زعامة الحزب بعد وفاة والده. كان الحزب يُمثّل القوة السياسية الأساسية الحزبية المسيحية في لبنان في الأربعينات والخمسينات إلى جانب الكتلة الدستورية التي يرأسها الرئيس بشارة الخوري. في سنة 1968 شَكَّل الحزب ما سمي مع حزب الكتائب وحزب الوطنيين الأحرار. سنة 1972 تحصل الحزب على 4 مقاعد في المجلس النيابي: ريمون إده وإميل روحانا صقر وأحمد إسبر عن دائرة جبيل وإدوار حنين عن دائرة بعبدا إضافة لألبير مخيبر عن دائرة المتن المتحالف معه ضمن كتلته النيابية. ربطته تقليدياً علاقة متوترة مع حزب الكتائب الذي استهدفت ميليشياته أعضاء الحزب في بداية الحرب. بقي الحزب محايداً أثناء الحرب الأهلية اللبنانية ولم يُشكّل ميليشيا تابعة له. رفض الحزب المشاركة في اتفاق الطائف ولم يوافق على بنوده.
انحسر تأثير الحزب السياسي بخروج زعيمه ريمون إده إلى المنفى عام 1977، ثم بوفاته سنة 2000. بعد انتهاء الحرب قاطع الحزب الانتخابات النيابية لسنوات 1992، 1996 و2000، ثم شارك في انتخابات 2005 و 2009 بعد خروج الجيش السوري دون الحصول على مقعد واحد، ولم يقدِّم مرشحين في . قاد الكتلة بين 2000 و 2018 في منصب العميد كارلوس إده حفيد المؤسس. وفي 2018 غُيّرت هيكلة الحزب  لتصبح خطة الأمين العام هي المحورية مع وجود رئيس غير تنفيذي فيما أُلغي منصب العميد.
كان الحزب منتميا إلى تحالف 14 آذار ومن أشد المعارضين لوصول ميشال عون لمنصب الرئاسة ومع بالنصف زائد واحد.

## وصلات خارجية
- الموقع الرسمي لحزب الكتلة الوطنية اللبنانية